# Hoplocrotaphus mysteriosus
Hoplocrotaphus mysteriosus är en stekelart som beskrevs av Fischer 1971. Hoplocrotaphus mysteriosus ingår i släktet Hoplocrotaphus och familjen bracksteklar. Inga underarter finns listade i Catalogue of Life.